# هیولت پکرد انترپرایز
هیولت پکرد انترپرایز (یا به اختصار HPE) یکی از بزرگترین شرکت‌های آمریکایی مطرح در زمینه تولید سرور، تجهیزات شبکه و ذخیره‌ساز بوده و از شرکت‌های وارث برند HP به حساب می‌آید. پایه‌گذاران اصلی hp، ویلیام ردینگتون هیولت و دیوید پکرد (دانش آموختگان دانشگاه استنفورد) می‌باشند.

## نامگذاری
نام کامل این شرکت Hewlett Packard Enterprise می‌باشد. از نام خانوادگی موسسان یعنی Hewlett و Packard و همچنین واژه "تجاری" (Enterprise) در آخر آن تشکیل شده است. گاهی نیز نام این شرکت مشتق شده از برند اصلی، را در برخی رسانه ها با HP Enterprise نام گذاری کرده اند.

## علت تأسیس
به دلیل کاهش سهم فروش بازار بخش کامپیوترهای شخصی و چاپگرهای شرکت hp و همچنین وابستگی بخش‌های مختلف به یک ساختار سازمانی غیر مستقل از دلایل جداسازی بخش خدمات شرکتی و سازمانی این شرکت در قالب تأسیس شرکت جدیدی که امروزه با نام HPE شناخته می‌شود (در تاریخ ۱ نوامبر ۲۰۱۵ میلادی) به‌شمار می‌رود.
همچنین می‌توان به موارد زیر نیز اشاره داشت:
۱- کوچک‌سازی و تغییر ساختار : به دلیل یکپارچه بودن ساختار، موانع دست و پاگیری مانع از سرعت پیشرفت بخش خدمات تجاری و سازمانی می‌گردید که در نهایت، تقسیم به بخش‌های کوچکتر تأثیر بسزایی بر عملکرد هر دو شرکت باقی گذاشت.
۲- استقلال در امور مالی و اقتصادی : پس از جداسازی، منابع مالی نیز تفکیک گردید و هر بخش برای تحقیق و توسعهٔ مورد نیاز خود، به شکلی ساده‌تر، امکان استفاده از منابع تخصیص داده شده به بخش خود را داشت.
۳- نوآوری در محصول و خدمات : استقلال بیشتر موجب اثرگذاری مثبت بر روی پویایی و نوآوری در محصولات و خدمات این شرکت گردید.

## محصولات
- لبه هوشمند: ProCurve, 3Com, Aruba Networks
- فناوری اطلاعات هیبریدی: HPE 3PAR, Nimble Storage, HP XP, HPE GreenLake Hybrid Cloud, ProLiant, Edgeline, HPE Integrity Servers, NonStop, HPE Superdome, Apollo (High-Performance Computing), Cloudline, Synergy, Simplivity (HyperConvergence), OneView, OneSphere, Communications & Media Solutions
- سرور: ProLiant, Synergy, Cloudline, Edgeline, HPE Integrity Servers, NonStop, HPE Superdome, Apollo (High-Performance Computing), Simplivity (HyperConvergence)
- شبکه: Aruba Networks, Silver Peak Systems
- ذخیره سازها:  HPE 3PAR, StoreOnce, StoreEver, Nimble Storage, HP XP, HPE GreenLake Hybrid Cloud